# Cyathea tortuosa
Cyathea tortuosa är en ormbunkeart som beskrevs av Robbin C. Moran. Cyathea tortuosa ingår i släktet Cyathea och familjen Cyatheaceae. Inga underarter finns listade.